# Opel Ascona 400
Chronologie des modèles (-)
Opel Manta 400
L'Opel Ascona 400 est une automobile de rallye et donc développée spécialement pour représenter la marque en championnat du monde, sur la base de l'Ascona B. Elle est présentée en septembre 1979 et fait ses débuts en compétition en 1980.
Le pilote allemand Walter Röhrl gagne le Championnat du monde des rallyes (actuellement le WRC) en 1982 avec cette voiture, ainsi que la même année le Championnat d'Afrique des rallyes.
Tony Fall est alors le directeur du service compétition d'Opel Europe (et le fondateur du British Dealer Team Opel).
La version "route" développe 144 ch. En course, les meilleures versions développent jusqu'à 260 ch.

## Palmarès
L'Ascona 400 s'imposa à 4 reprises au niveau mondial (pour 13 podiums) :
- en 1980 : Rallye de Suède, avec Anders Kulläng ;
- en 1982 : Rallye Monte-Carlo et Rallye de Côte d'Ivoire, avec Walter Röhrl (huit podiums au total, pour 10 courses disputées) ;
- en 1983 : Safari Rally du Kenya, avec Ari Vatanen.

Opel fut grâce à ce modèle vice-champion du monde des constructeurs en 1982, et 3e du championnat en 1983.
Au début des années 1980, de nombreux pilotes connaîtront le succès au volant de cette voiture, e.a. :
WRC :
- Walter Röhrl (DE) : 1982 Champion du Monde des rallyes, 2 victoires mondiales - Monte-Carlo et Côte d'Ivoire '82  - (et 6 autres podiums, + 1 victoire déjà en 1975 sur Ascona A Gr.2) ;
- Anders Kulläng (SE) : 1980 et 1981 en championnat du Monde, 1 victoire mondiale - Suède '80  - (carrière exclusivement sur Opel, de 1968 à 1981) ;
- Ari Vatanen (FI) 1983 en championnat du Monde, 1 victoire mondiale - Safari Kenya '83 -  (déjà présent en 1974-75 sur Ascona) ;
- Jochi Kleint (DE) : 1980 à 1982 en championnat du Monde, une fois troisième ;
- Henri Toivonen (FI) : 1982 et 1983 en championnat du Monde, deux fois troisième ;
- Rauno Aaltonen (FI) : 1982 et 1983 en championnat du Monde pour les rallyes africains (et de 1982 à 1987 pour la marque: 2e au Kenya en 1984 sur Manta 400 à 46 ans) ;

ERC :
Le pilote italien "Tony" Fassina remporte le Championnat d'Europe des rallyes en 1982, sur l'Opel Ascona 400.
Ses victoires :
- 9e Rallye San Marino en 1981, sur Opel Ascona 400 (5e de l'ERC) ;
- 30e Rallye de la Costa Brava en 1982, sur Opel Ascona 400 ;
- 3e Rallye CS (Pays Basque) en 1982, sur Opel Ascona 400 ;
- 23e Rallye de Madère en 1982, sur Opel Ascona 400 ;
- 11e Rallye de Chypre en 1982, sur Opel Ascona 400.

Championnats nationaux :
- "Tony" Fassina (IT) : 1981 champion d'Italie des rallyes ;
- Jimmy McRae (GB) : 1981 et 1982 champion d'Angleterre des rallyes ;
- Guy Colsoul (BE) : 1981 champion de Belgique des rallyes (dits "internationaux"); 1982 : victoires en ERC : aux Boucles de Spa - 25e édition - et à l'Haspengouw Rally ;
- Jean-Pierre Balmer (CH) : 1982 champion de Suisse des rallyes ;
- Guy Fréquelin (FR) : 1983 champion de France des rallyes (récidive sur Manta 400 seule cette fois, en 1985) ;
- Jos Boon (BE) : 1989 champion de Belgique des rallyes nationaux (2e division) ;
- Gaby Goudezeune (BE) : vainqueur du Kempenrally 1982 en Belgique ;
- Jean-Pierre van de Wauwer (BE) : vainqueur du Grenslandrally 1983 en Belgique ;
- Massimo "Miki" Biasion (IT) : 1982 en Italie ;
- Valère Vandermaesen (BE) : plusieurs accessits en Belgique ;
- Jean-Louis Clarr (FR) : 1980 et 1981 en France
- Salvador Servià (ES) : 1983 en Espagne ;
- , etc.

Homologuée en Groupe 4, l'Opel Ascona 400 passa début 1983 en catégorie Groupe B.
Durant la saison 1983, l'Opel Ascona 400 fut remplacée par l'Opel Manta 400 Groupe B.
Résultats antérieurs de l'Ascona (Gr.2) en WRC :
- Victoire au Rallye de l'Acropole 1975, avec Walter Röhrl (Opel 4e du classement constructeurs la même année) ;
  - Opel vice-champion du monde des constructeurs 1976, grâce à l'Ascona et à la Kadett GT/E débutante ;
  - 3e au rallye Sanremo 1974, avec Alfredo Fagnola ;
  - 3e au rallye de Suède 1976, avec Anders Kulläng.

Résultats antérieurs de l'Ascona (Gr.1/Gr.2) en ERC (>10 victoires) :
- Marie-Claude Beaumont championne d'Europe sur Ascona A en 1972 ;
- Walter Röhrl vice-champion d'Europe sur Ascona A en 1973 (victoires aux Rallye Vltava, Rallye du Danube et Rallye Munich-Vienne-Budapest) ;
- Walter Röhrl Champion d'Europe sur Ascona A en 1974 (victoires aux Rallye Firestone, Rallye des Tulipes, Rallye de Hesse, Rallye Vltava, Rallye du Danube et Rallye de Lugano) ;
- Jochi Kleint Champion d'Europe sur Ascona B en 1979 (victoires aux Boucles de Spa et Rallye Halkidiki).

Résultats antérieurs de l'Ascona en Championnat d'Allemagne :
- Lars Carlsson Champion d'Allemagne des rallyes sur Ascona A en 1974 (carrière sur Opel de 1971 à 1978).

## Galerie photos

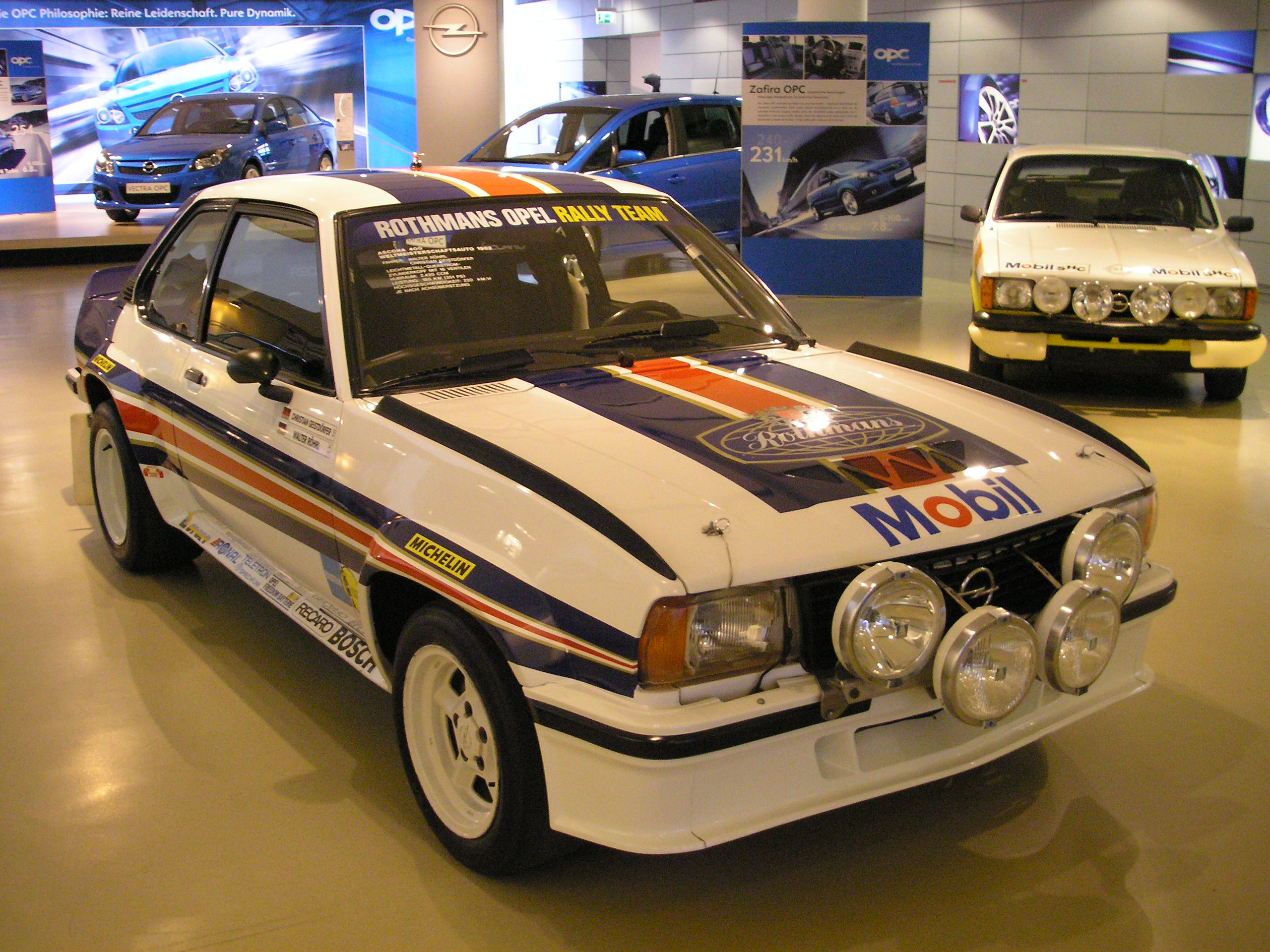
Opel Ascona 400 de Walter Röhrl (champion WRC) et Christian Geistdörfer.
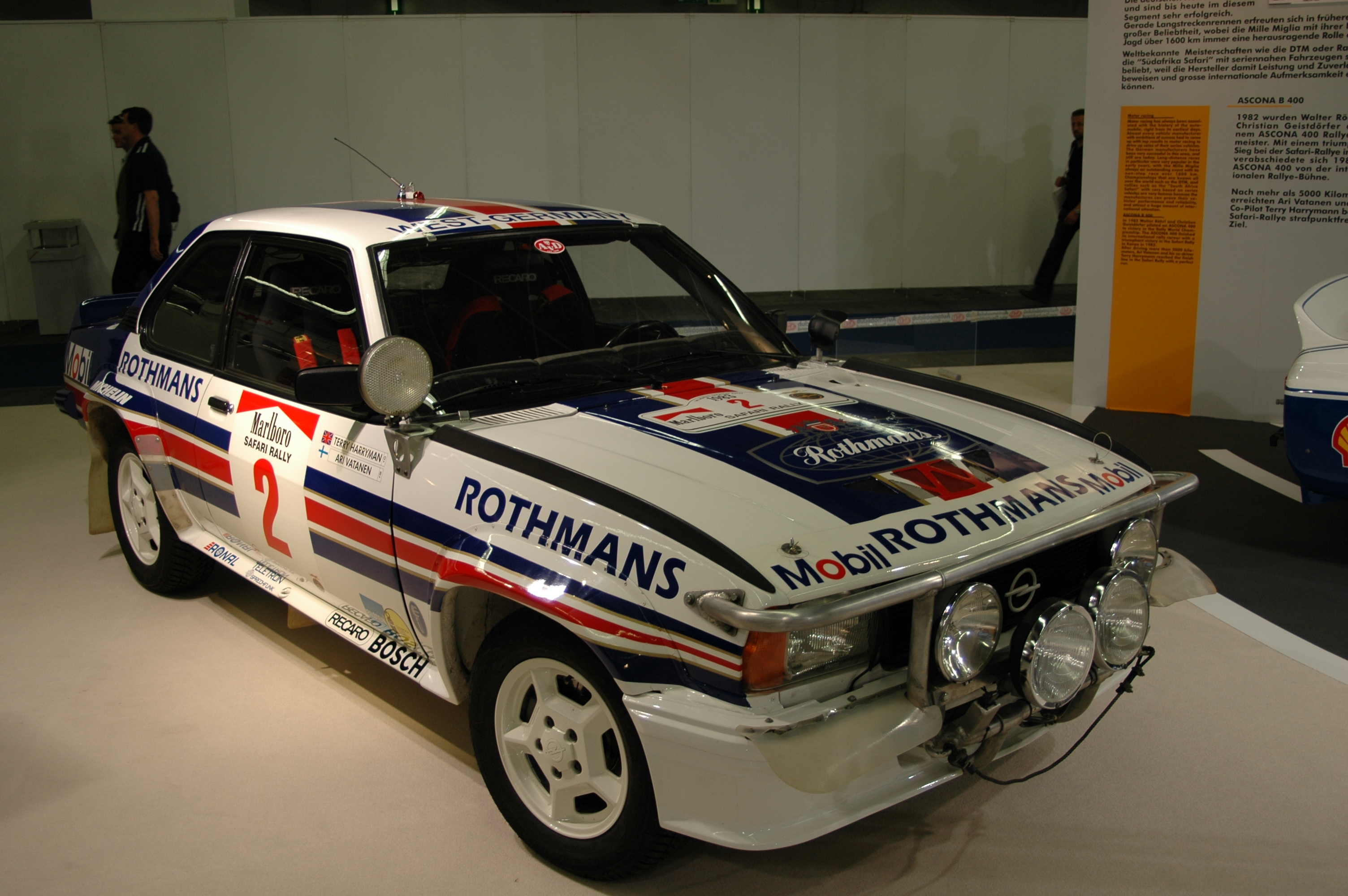
Opel Ascona 400 de Ari Vatanen et Terry Harryman.
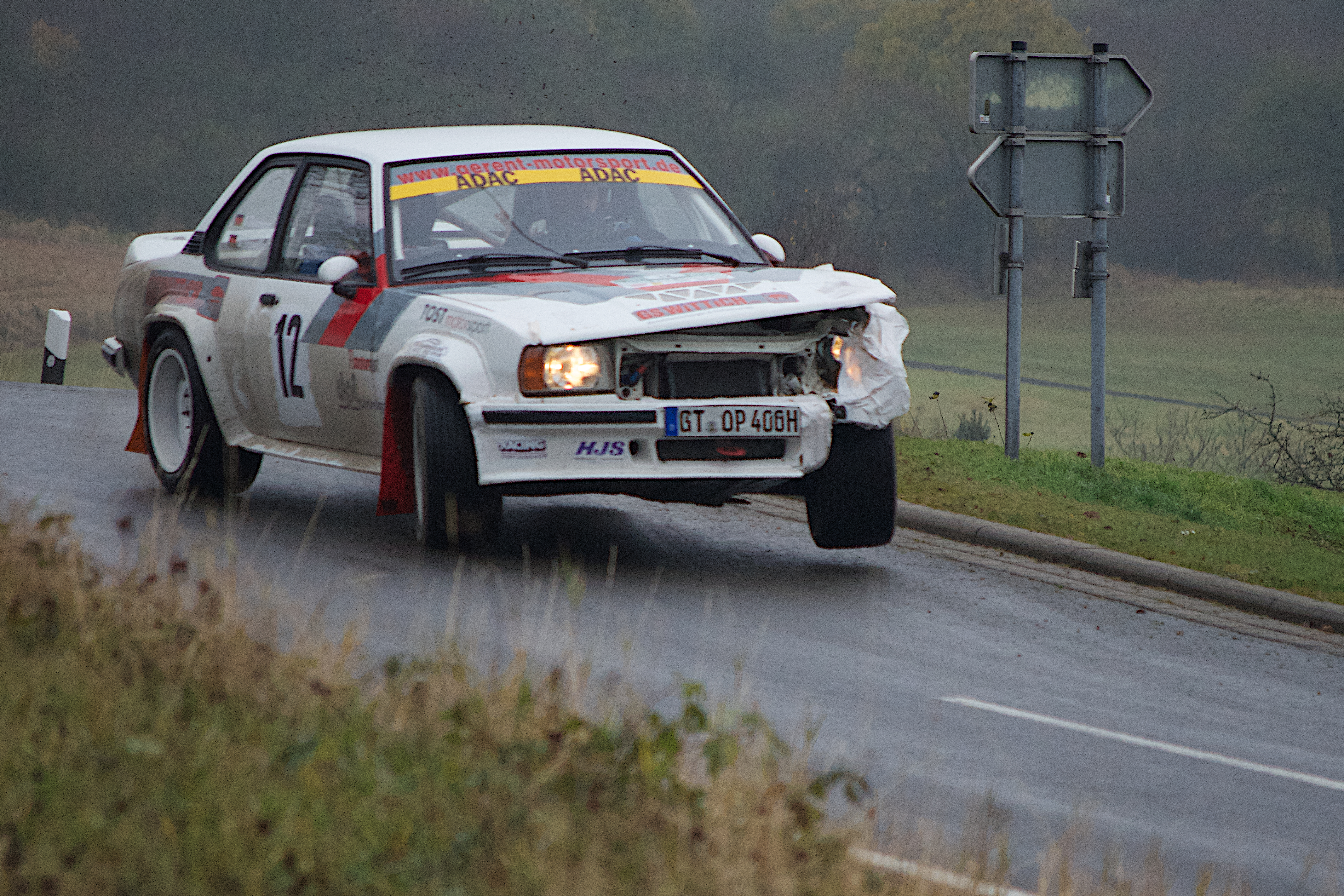
Ascona 400 en action au rallye Köln-Ahrweiler.
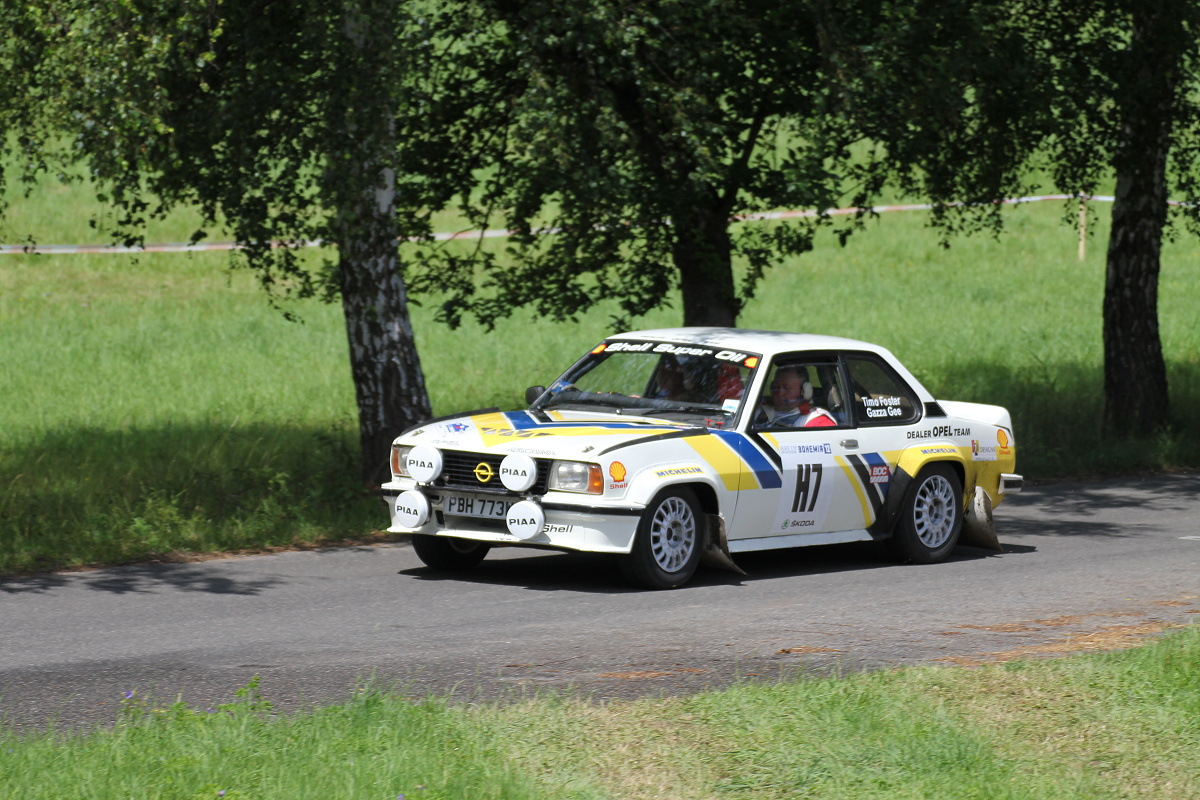
Ascona 400 de 1980 au rallye Historique de Bohème.
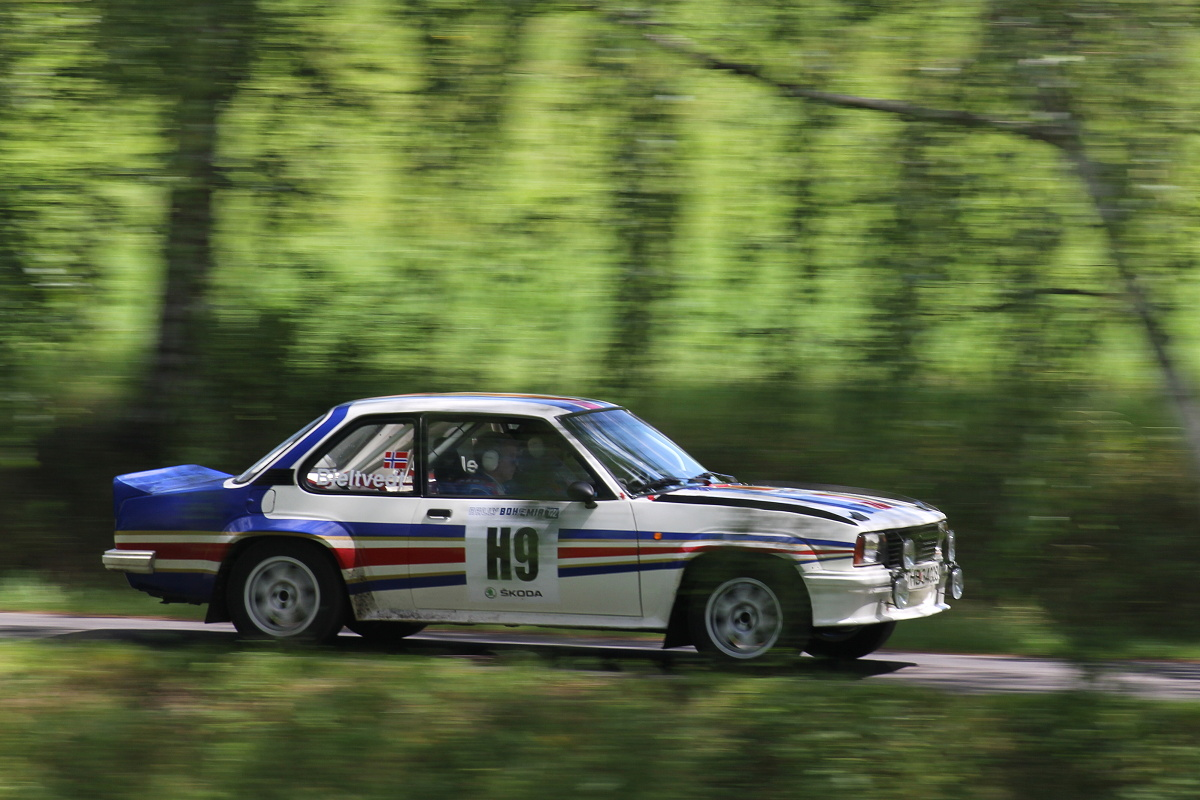
Même épreuve, une version de 1981.